# Dave Shirk
David „Dave“ Shirk ist ein VFX Supervisor, der 2014 mit Gravity den Oscar in der Kategorie Beste visuelle Effekte erhielt. 

## Leben
Er wuchs mit drei Geschwistern Douglas, Dennis and Kimberly in New Holland in Pennsylvania auf und mache seinen Abschluss an der Garden Spot High School. Anschließend studierte er am Pratt Institute im Hauptfach Film, in den Nebenfächern bildende Kunst und Illustration. Seinen Abschluss als Bachelor of Fine Arts erhielt er 1989. Nach dem Studium arbeitete er für die französische Firma Soft Image, die später von Microsoft gekauft wurde.
2004 zog er nach Kalifornien und arbeitete seither bei Industrial Light & Magic. Er war an Filmen wie Die Insel, Star Wars: Episode III – Die Rache der Sith und Elysium beteiligt. 2014 erhielt er für den Film Gravity zusammen mit Tim Webber, Chris Lawrence und Neil Corbould den Oscar in der Kategorie Beste visuelle Effekte.
Er lebt mit seiner Frau Cathy in San Francisco, die als Buchhalterin für George Lucas arbeitet. Sein Bruder Dennis Shirk arbeitete als Spieledesigner für Firaxis Games unter anderem an dem Videospiel Civilization: Beyond Earth.

## Filmografie (Auswahl)
- 2005: Die Chroniken von Narnia: Der König von Narnia (The Chronicles of Narnia: The Lion, the Witch and the Wardrobe)
- 2005: Die Insel (The Island)
- 2005: Die Maske 2: Die nächste Generation (Son of the Mask)
- 2005: Krieg der Welten (War of the Worlds)
- 2005: Star Wars: Episode III – Die Rache der Sith (Star Wars: Episode III - Revenge of the Sith)
- 2006: Antarctica – Gefangen im Eis (Eight Below)
- 2006: Mission: Impossible III
- 2006: Pirates of the Caribbean – Fluch der Karibik 2 (Pirates of the Caribbean: Dead Man's Chest)
- 2007: Transformers
- 2009: Disneys Eine Weihnachtsgeschichte (A Christmas Carol)
- 2011: Milo und Mars (Mars Needs Moms)
- 2013: Elysium
- 2013: Gravity
- 2024: Wicked